# تنه‌بری

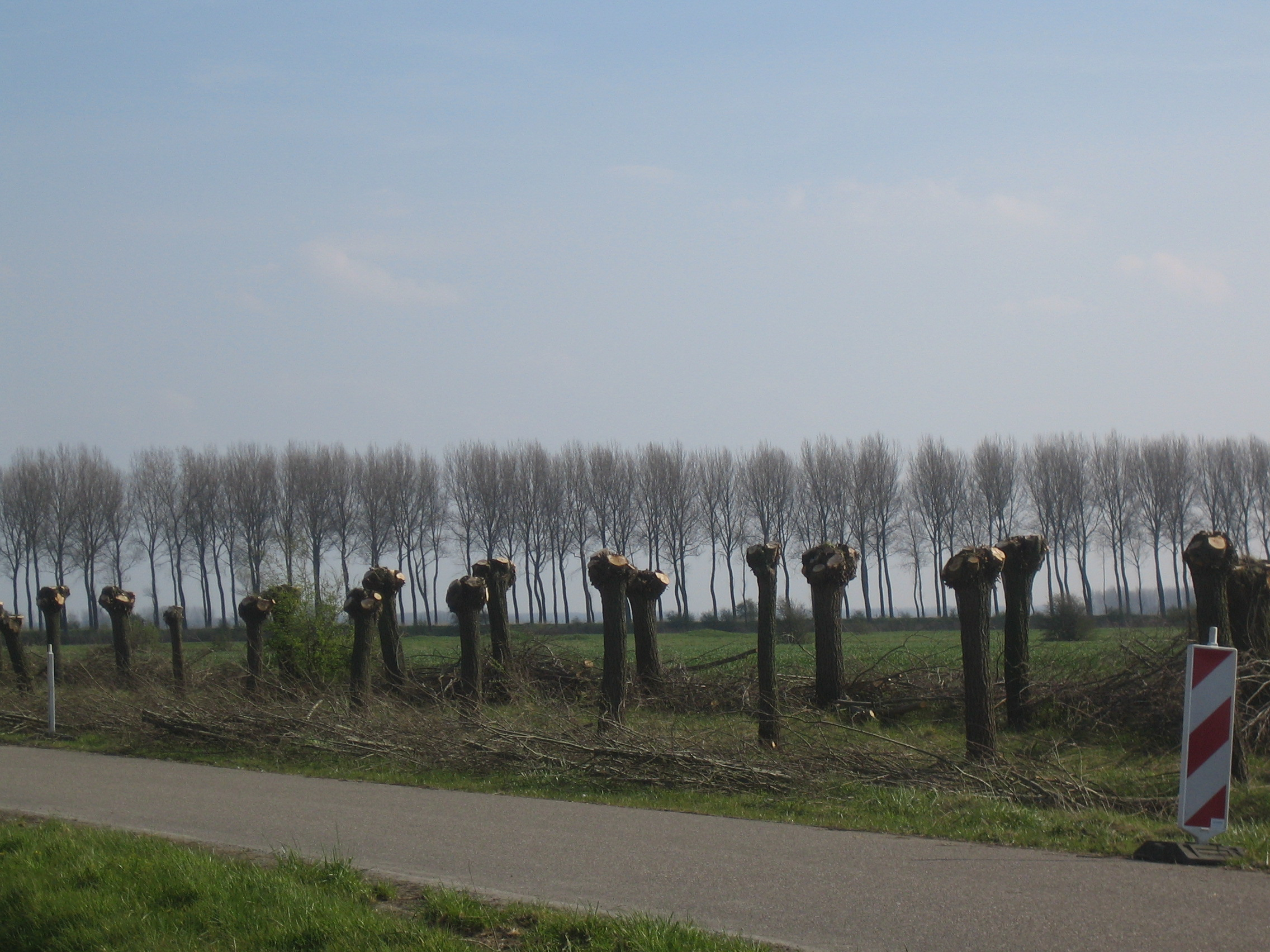
اندکی پس از تنه‌بری

تنه‌بری یا تنه‌بری هم‌قد درختان (به انگلیسی: Pollarding)، یک سیستم هرس است که شامل حذف شاخه‌های بالایی درخت می‌شود و باعث رشد یک تاج انبوه از شاخ و برگ و شاخه‌ها می‌شود. در روم باستان، پروپرتیوس در قرن یک پیش از میلاد از pollarding نام برد. این عمل معمولاً از قرون وسطی در اروپا رخ می‌داد و امروزه در مناطق شهری در سراسر جهان عمدتاً برای نگهداری درختان در ارتفاع مشخص یا قرار دادن شاخه‌های جدید دور از دسترس جانوران چرنده انجام می‌شود.

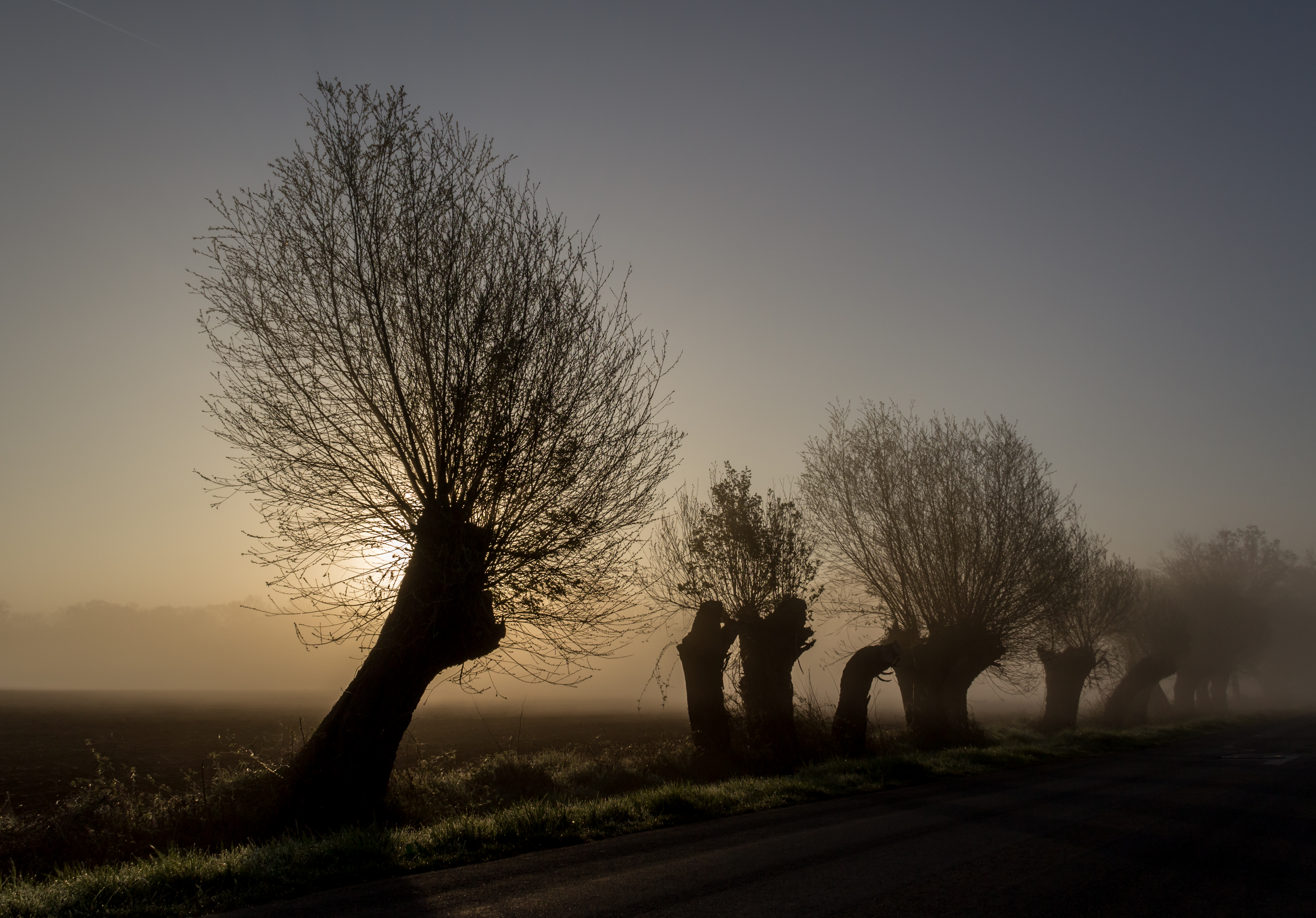
ردیفی از بیدهای تنه‌بریده در آلمان